# 大伊瓜巴
大伊瓜巴是巴西里约热内卢州的一个市镇。总面积53.601平方公里，总人口22947人，人口密度428.1人/平方公里。